# Clinton (Washington)
Clinton é uma Região censo-designada localizada no estado norte-americano de Washington, no Condado de Island.

## Demografia
Segundo o censo norte-americano de 2000, a sua população era de 868 habitantes.

## Geografia
De acordo com o United States Census Bureau tem uma área de
9,5 km², dos quais 2,5 km² cobertos por terra e 7,0 km² cobertos por água.

## Localidades na vizinhança
O diagrama seguinte representa as localidades num raio de 12 km ao redor de Clinton.